# 1698 a tudományban
Az 1698. év a tudományban és a technikában.

## Születések
- február – Colin Maclaurin skót matematikus († 1746)
- február 16. – Pierre Bouguer  francia matematikus és fizikus († 1758)
- július 7. – Pierre Louis Moreau de Maupertuis  francia fizikus, matematikus, filozófus († 1759)
- szeptember 14. – Charles François de Cisternay du Fay francia fizikus  († 1739)
- 1698 – Mikoviny Sámuel matematikus, mérnök, földmérő, a magyar térképészet megalapítója; két nemzet, a magyar és a szlovák büszkesége († 1750)
- 1698 – Erik Pontoppidan dán püspök, ornitológus, történész († 1764)